# Still Writing in My Diary: 2nd Entry
Still Writing in My Diary: 2nd Entry è il secondo album in studio del rapper statunitense Petey Pablo, pubblicato nel 2004.

## Tracce
1. Part 2 – 5:50
2. Did You Miss Me (featuring Birdman & TQ) – 3:49
3. Jam Y'all (featuring Mario Winans) – 3:55
4. Freek-a-Leek – 3:55
5. O It's On (featuring Young Buck) – 4:36
6. Let's Roc – 4:18
7. Stick 'Em Up – 3:16
8. Get on Dis Motorcycle (featuring Bubba Sparxxx) – 4:02
9. Break Me Off (featuring Missy Elliott) – 3:29
10. Boy's Bathroom – 4:22
11. U Don't Want Dat (featuring Lil Jon) – 4:17
12. What You Know About It – 3:19
13. I Swear – 4:19
14. Roll Off – 4:25
15. Be Country – 4:37
16. He Spoke To Me – 4:53
17. Vibrate (featuring Rasheeda) – 3:54